# Heinkel He 63
L'Heinkel HD 63, in seguito rinominato He 63 come da convenzioni RLM, era un aereo da addestramento monomotore biplano sviluppato dall'azienda tedesca Ernst Heinkel Flugzeugwerke AG nei primi anni trenta.

## Storia del progetto
Nella primavera del 1930 il Deutsche Verkehrsfliegerschule, organo paramilitare che gestiva le scuole di volo del periodo, emise una specifica per la fornitura di un nuovo velivolo di classe B.1 da destinare alla formazione dei nuovi piloti. Alla richiesta risposero Albatros Flugzeugwerke, Arado Flugzeugwerke, Bayerische Flugzeugwerke (BFW), Focke-Wulf Flugzeugbau ed Heinkel Flugzeugwerke.
Il progetto sviluppato dalla Heinkel, indicato dall'azienda come HD 63 (Heinkel Doppeldecker, ovvero biplano), era relativo ad un velivolo convenzionale che riproponeva l'impostazione dei pari ruolo destinati all'addestramento sviluppati nello stesso periodo, un monomotore in configurazione traente con velatura biplana, biposto con abitacoli separati ed aperti e carrello fisso.
A causa della poco felice situazione economica in cui versava l'azienda, la costruzione del prototipo dovette essere posticipata. Nel frattempo la Heinkel decise di avviare la realizzazione di due esemplari di cui uno in configurazione terrestre, indicato come HD 63a L, ed uno in configurazione idrovolante a scarponi, indicato come HD 63a W (da Wasserflugzeug), entrambi completati nel 1932. Dopo il primo ciclo di prove i due velivoli vennero quindi inviati a Travemünde (Erprobungsstelle des Reichsverbandes der Deutschen Luftfahrtindustrie, il sito di sperimentazione dell'aviazione tedesca) per le prove ufficiali e dove pur venendo giudicati carenti nelle caratteristiche di volo furono apprezzati per la semplicità costruttiva, la facilità di manutenzione e la loro affidabilità. La Heinkel sottoscrisse un contratto di fornitura per dieci esemplari, che dal 1933 vennero ridesignati He 63 (He, prefisso di denominazione assegnato alla Heinkel) in ottemperanza alle convenzioni del Reichsluftfahrtministerium (RLM), il ministero che nella Germania hitleriana aveva assunto l'intera gestione dell'aviazione tedesca; di questi sei furono realizzati come He 63 L "terrestri", due dei quali successivamente trasformati in idro, e quattro direttamente nella versione idrovolante indicata come He 63 W.

## Tecnica
L'He 63 era un velivolo realizzato in tecnica mista e dall'aspetto convenzionale per l'epoca; monomotore biposto con configurazione alare biplano-sesquiplana e carrello fisso.
In qualità di addestratore alla caccia poteva essere equipaggiato con una mitragliatrice MG 17 calibro 7,92 mm

## Versioni
He 63 L
versione basata a terra dotata di carrello d'atterraggio.
He 63 W
versione idrovolante a scarponi.

## Utilizzatori
Germania
- Deutsche Verkehrsfliegerschule

 Germania
- Luftwaffe

alcuni esemplari già utilizzati nella DVS vennero assegnati alle Jagdfliegerschule.